# فيليب ديليوفيتش
فيليب ديليوفيتش (بالبولندية: Filip Dylewicz) مواليد 25 يناير 1980 في بيدغوشتش، هو لاعب كرة سلة بولندي. بدأ مسيرته الاحترافية في سنة 1997. يلعب مع ترفل سوبوت في الدوري البولندي لكرة السلة. يبلغ طوله 6 قدم 8 بوصة (2.0 م).

## المسيرة الاحترافية
لعب مع أسكو غدينيا من سنة 1997 إلى 2009، ثم لعب مع إس إس فليتشي سكاندون في الدوري الإيطالي في موسم 2009–2010، ثم لعب مع ترفل سوبوت من سنة 2010 إلى 2013، ثم لعب مع تورو زغورجيلتس من سنة 2013 إلى 2016، ثم لعب مع ترفل سوبوت في سنة 2016.

## الإنجازات
- الدوري البولندي لكرة السلة: 7

2004، 2005، 2006، 2007، 2008، 2009، 2013–14
- كأس بولندا لكرة السلة: 2

2006، 2008

## روابط خارجية
- فيليب ديليوفيتش على موقع الاتحاد الدولي لكرة السلة (الإنجليزية)
- فيليب ديليوفيتش على موقع الدوري الأوروبي لكرة السلة (الإنجليزية)
- فيليب ديليوفيتش على موقع كرة السلة الأوروبية.كوم (الإنجليزية)
- فيليب ديليوفيتش على موقع ريلجم (الإنجليزية)
- فيليب ديليوفيتش على موقع بروبوليرز (الإنجليزية)
- فيليب ديليوفيتش على موقع سبورتس رفرنس (الإنجليزية)